# Уотт, Кэти
Кэтрин «Кэти» Энн Уотт (англ. Kathryn Ann Watt, род. 11 сентября 1964, Уоррагел) — австралийская профессиональная велогонщица международного класса. Обладательница двкх медалей на летних Олимпийских играх 1992 года в Барселоне (золото в шоссейной гонке и серебро в гонке преследования).

## Карьера
Кэти Уотт выиграла 24 национальных чемпионата в шоссейных гонках, трековых гонках и маунтинбайке, четыре золотые медали Игр Содружества и заняла третье место в чемпионате мира по велоспорту в индивидуальной гонке. В 1990 году стала пожизненным членом Блэкбернского велосипедного клуба. Она была стипендиатом Австралийского института спорта.
Дочь марафонца Джеффа Уотта, Кэти Уотт сначала занималась бегом, выиграв национальный чемпионат среди юниоров на дистанции 3 км. После проблем с ахилловым сухожилием начала тренироваться на велосипеде. Некоторое время она соревновалась в дуатлоне (бег и езда на велосипеде), но обнаружила, что у неё лучше результаты на велосипеде, чем в беге.
В 1996 году Уотт вступила в судебный спор с Австралийской федерацией велоспорта по поводу того, кто будет участвовать в гонке преследования на Олимпийских играх. Уотт сообщили, что она будет участвовать, но за несколько дней до соревнований её заменили на Люси Тайлер-Шарман. Уотт подала апелляцию в Международный спортивный арбитражный суд, заявив о нарушении контракта. Суд постановил восстановить Уотт в гонке.
В 2000 году Уотт снова оказалась вовлечена в спор по поводу отбора, но на этот раз она не добилась успеха в своей апелляции в CAS.
После 2000 года завершила свою спортивную карьеру, но через три года вернулась, однако попытка отобраться на Олимпийские игры 2004 года не увенчалась успехом. После этого Уотт работала тренером. Однако она снова вернулась, чтобы пройти отбор на Игры Содружества 2006 года в Мельбурне, где завоевала серебряную медаль в индивидуальной гонке. В январе 2006 года победила в индивидуальной гонке на открытом чемпионате Австралии по шоссейному велоспорту в Буниньонге (Балларат).
Уотт получила степень бакалавра наук в Мельбурнском университете по специальности «физиология и патология». Она изучала питание, анатомию и физиотерапию. Училась в школе Tintern Church of England Girls' Grammar, ныне Тинтерн Граммар.
В 2015 году была включена в Зал славы велоспорта Австралии.

## Достижения
1990
Джиро Донне
3-я в генеральной классификации
7-й этап
1991
1-й этап Тур де л'Од феминин
1992
 Чемпионат Австралии — групповая гонка
 Олимпийские игры — групповая гонка
 Олимпийские игры — гонка преследования
1-й и 8-й этапы Women’s Challenge
1993
 Чемпионат Австралии — групповая гонка
1994
 Чемпионат Австралии — групповая гонка
 Игр Содружества — групповая гонка
Канберрская молочная гонка
Джиро Донне
2-я в генеральной классификации
1-й, 2-й и 5-й этапы
1995
2-я на Чемпионате Австралии — индивидуальная гонка
3-я на Чемпионат мира — индивидуальная гонка
1996
- Чемпионат Австралии — индивидуальная гонка

1-й и 5-й этапы Women’s Challenge
2-я на Чемпионате Австралии — групповая гонка
1997
2-я на Чемпионате Австралии — индивидуальная гонка
3-я на Хроно Шампенуа
1998
- Чемпионат Австралии — групповая гонка

Гран-при Пресов
1-я в генеральной классификации
1-й этап
Грация Орлова
2-я в генеральной классификации
4-й этап
Тур Бретани
2-я в генеральной классификации
1-й этап
2-я на Чемпионате Австралии — индивидуальная гонка
2-я на Гран-при Наций
1999
2-я на Чемпионате Австралии — групповая гонка
2-я на Чемпионате Австралии — индивидуальная гонка
2-я на Туре Туна
2003
3-я на Хроно Наций
2004
2-я на Хроно Наций
2005
2-й этап Тура Тюрингии
Хроно Шампенуа
 Игры Океании — индивидуальная гонка
2-я на Гран-при Ле Форж ен Бретань
2006
 Чемпионате Австралии — индивидуальная гонка
 Игр Содружества — индивидуальная гонка
2-я на Флеш Эсбиньон
2007
 Чемпионат Океании — групповая гонка
 Игры Океании — групповая гонка
 Игры Океании — индивидуальная гонка
2-я на Чемпионате Австралии — индивидуальная гонка

### Статистика выступления наГранд-турах
| Гонка / Год          | 1988           | 1989           | 1990           | 1991           | 1992           | 1993           | 1994           | 1995           | 1996           | 1997           | 1998           | 1999           | 2000           | 2001           | 2002           | 2003           | 2004           | 2005           | 2006           | 2007           | 2008           |
| -------------------- | -------------- | -------------- | -------------- | -------------- | -------------- | -------------- | -------------- | -------------- | -------------- | -------------- | -------------- | -------------- | -------------- | -------------- | -------------- | -------------- | -------------- | -------------- | -------------- | -------------- | -------------- |
| Женский Тур де Франс | 7              | —              | —              | 49             | —              | —              | не проводилась | не проводилась | не проводилась | не проводилась | не проводилась | не проводилась | не проводилась | не проводилась | не проводилась | не проводилась | не проводилась | не проводилась | не проводилась | не проводилась | не проводилась |
| Гранд Букль феминин  | не проводилась | не проводилась | не проводилась | не проводилась | 12             | —              | —              | 10             | —              | 19             | 13             | —              | —              | —              | —              | —              | —              | —              | —              | —              | —              |
| Рут де Франс феминин | не проводилась | не проводилась | не проводилась | не проводилась | не проводилась | не проводилась | не проводилась | не проводилась | не проводилась | не проводилась | не проводилась | не проводилась | не проводилась | не проводилась | не проводилась | не проводилась | не проводилась | не проводилась | —              | —              | 37             |
| Тур де л'Од феминин  | —              | —              | —              | 37             | —              | —              | —              | —              | 10             | —              | 7              | —              | —              | —              | —              | —              | 55             | —              | 41             | —              | —              |
| Джиро д’Италия Донне | —              | —              | 3              | —              | —              | —              | 2              | —              | —              | 21             | —              | —              | —              | —              | —              | —              | —              | —              | —              | —              | —              |

### Рейтинги
| Год                 | 2009  |
| ------------------- | ----- |
| Мировой рейтинг UCI | 370-й |
|                     |       |
| Источник: UCI       |       |

## Награды
- Австралийская спортивная премия «Спортсменка года»: 1992
- Зал славы велоспорта Австралии[англ.], медаль ордена Австралии: 2015